# Öppet vatten-simning vid världsmästerskapen i simsport 2017
Öppet vatten-simning vid världsmästerskapen i simsport 2017 avgjordes mellan 15 och 21 juli 2017 i Balatonsjön med utgångspunkt från orten Balatonfüred. Sju tävlingar fanns på programmet, tre för herrar, tre för damer samt en lagtävling.

## Medaljsummering

### Damer
| Distans      | Guld                    | Silver                      | Brons                                         |
| 5 kilometer  | Ashley Twichell (USA)   | Aurélie Muller (FRA)        | Ana Marcela Cunha (BRA)                       |
| 10 kilometer | Aurélie Muller (FRA)    | Samantha Arevalo (ECU)      | Ana Marcela Cunha (BRA) · Arianna Bridi (ITA) |
| 25 kilometer | Ana Marcela Cunha (BRA) | Sharon van Rouwendaal (NED) | Arianna Bridi (ITA)                           |

### Herrar
| Distans      | Guld                       | Silver                  | Brons                      |
| 5 kilometer  | Marc-Antoine Olivier (FRA) | Mario Sanzullo (ITA)    | Timothy Shuttleworth (GBR) |
| 10 kilometer | Ferry Weertman (NED)       | Jordan Wilimovsky (USA) | Marc-Antoine Olivier (FRA) |
| 25 kilometer | Axel Reymond (FRA)         | Matteo Furlan (ITA)     | Jevgenij Drattsev (RUS)    |

### Mix
| Disciplin  | Guld                                                                          | Silver                                                             | Brons                                                                       |
| Lagtävling | Frankrike Oceane Cassignol Logan Fontaine Aurélie Muller Marc-Antoine Olivier | USA Brendan Casey Ashley Twichell Haley Anderson Jordan Wilimovsky | Italien Rachele Bruni Giulia Gabbrielleschi Federico Vanelli Mario Sanzullo |

## Medaljtabell
| Placering | Land           | Guld | Silver | Brons | Totalt |
| --------- | -------------- | ---- | ------ | ----- | ------ |
| 1         | Frankrike      | 4    | 1      | 1     | 6      |
| 2         | USA            | 1    | 2      | 0     | 3      |
| 3         | Nederländerna  | 1    | 1      | 0     | 2      |
| 4         | Brasilien      | 1    | 0      | 2     | 3      |
| 5         | Italien        | 0    | 2      | 3     | 5      |
| 6         | Ecuador        | 0    | 1      | 0     | 1      |
| 7         | Storbritannien | 0    | 0      | 1     | 1      |
| 7         | Ryssland       | 0    | 0      | 1     | 1      |
| Totalt    | Totalt         | 7    | 7      | 8     | 22     |